# 盧加普鎮區 (阿肯色州牛頓縣)
盧加普鎮區（英語：Low Gap Township）是位於美國阿肯色州牛頓縣的一個行政鎮區。

## 地方資料
盧加普鎮區的面積為60.83平方千米，當中陸地面積為60.60平方千米，而水域面積為0.23平方千米。根據2010年美國人口普查的數據，當地共有人口268人，而人口密度為每平方千米4.41人。